# 루파라 (무기)

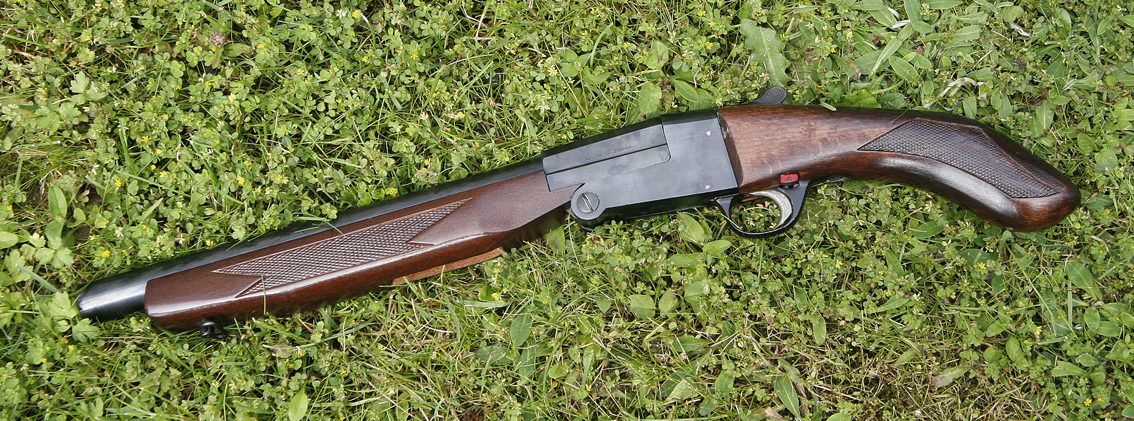

루파라(이탈리아어: lupara)는 중절식 단총신 산탄총을 일컫는 이탈리아어 낱말이다. 본디 시칠리아의 범죄조직 코사 노스트라가 보복 내지 방어용으로 사용했다.

## 같이 보기
- 루파라 (몰리세주)